# Alpha Noir
| Оценки критиков  | Оценки критиков |
| Источник         | Оценка          |
| ---------------- | --------------- |
| Sputnikmusic     | [ 1 ]           |
| About.com        | [ 2 ]           |
| Dark City        | [ 3 ]           |
| Exclaim!         | (favorable)     |
| Blistering       | [ 5 ]           |
| Lords Of Metal   | [ 6 ]           |
| PureGrainAudio   | [ 7 ]           |
| Planetmosh       | [ 8 ]           |
| That Devil Music | (favorable)     |
| Jukebox:Metal    | [ 10 ]          |
| Grande Rock      | [ 11 ]          |

Alpha Noir — десятый студийный альбом португальской готик-метал группы Moonspell, вышедший в 2012 году.
К лимитированному изданию Alpha Noir прилагается второй диск — Ómega White. На песню «Lickantrope» был снят видеоклип. Обложку альбома оформил Антон Сиро Сет, известный фотохудожник и фронтмен группы Septic Flesh.
Музыкальный журналист Зак Дювалль в своей рецензии на сайте The Metal Review охарактеризовал стиль альбома как «полуэкстремальный, слегка готический метал». Он отметил, что структуры представленных на диске композиций достаточно типичны, а вокал по-прежнему своеобразен. В то же время лишь немногие песни по-настоящему запоминаются, несмотря на неплохие мелодии, и только заглавный трек по-настоящему интересен. Тем не менее, в целом Дювалль счёл альбом «крепким» и оценил в семь баллов из десяти.

## Список композиций
1. Axis Mundi — 04:56
2. Lickanthrope — 03:49
3. Versus — 04:39
4. Alpha Noir — 04:30
5. Em Nome Do Medo — 04:27
6. Opera Carne — 03:52
7. Love is Blasphemy — 04:31
8. Grandstand — 04:53
9. Sine Missione — 04:57

## Участники записи
- Фернанду Рибейру — вокал
- Рикарду Аморим — гитара
- Педру Пайшан — гитара, клавишные, семплы
- Айреш Перейра — бас-гитара
- Мигел Гашпар — ударные